# La Source (ballet)
Pour les articles homonymes, voir La Source.
La Source est un ballet en 3 actes et 4 tableaux d'Arthur Saint-Léon, sur un livret de Saint-Léon et Charles Nuitter, une musique de Léon Minkus et Léo Delibes, représenté pour la première fois le 12 novembre 1866 à l'Opéra de Paris sous la direction de François George Hainl. Parmi les rôles principaux figurent Louis Mérante (Djémil), Guglielmina Salvioni (Naïla), Eugénie Fiocre (Nouredda) et Jean Coralli (le Khan) . La critique a fait l'éloge de l'interprète du rôle principal : Mlle Salvioni, la fée de la source, a eu un succès d’enthousiasme. Ses attitudes et ses jeux de physionomie, peignant tour à tour la naïveté, le sentiment, la crainte ou la fougue, la passion, ont enlevé le public. La grâce divine avec laquelle elle exécute toutes les évolutions chorégraphiques de son rôle est vraiment remarquable.

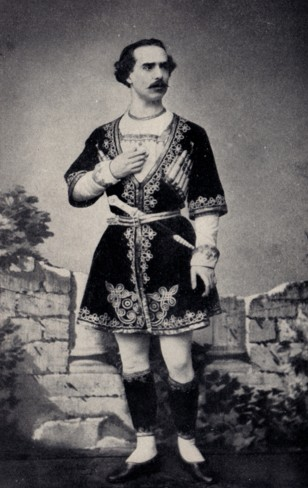
Louis Mérante en Djémil, dans La Source, Paris, 1866.

Minkus composa les actes I et III (sc. 2), tandis que Delibes écrivit l'acte II et la scène 1 de l'acte III.
Le ballet fut repris en 1925 par Agrippina Vaganova pour le Théâtre d'opéra et de ballet de Léningrad pour son étudiante Marina Semenova – Marina Semenova a commencé son travail sur la scène par ce ballet.
En 1968, une nouvelle version sur la musique de la Source est créée par George Balanchine pour le New York City Ballet
En 2011, Jean-Guillaume Bart recrée une version du ballet pour l'Opéra national de Paris, toutefois la chorégraphie et les décors n'ont rien à voir avec ceux de la création. Il se contente juste de reprendre l'argument initial et chorégraphie un ballet classique.

## Synopsis
Acte I : En chemin pour se marier avec le Khan de Ghendjib, la belle Nouredda et sa suite se reposent près d'une source, dans un désert montagneux. Lorsque Nouredda admire une fleur, poussant dans un endroit inaccessible, Djémil, un jeune chasseur, escalade les rochers, cueille la fleur et la lui offre. Nouredda touchée lui demande ce qu'il souhaite comme récompense. Il lui demande de lever son voile afin de voir son visage. Furieuse, elle ordonne qu'il soit ligoté et abandonné à son sort. Cependant, la nymphe Naïla vient le sauver. Amoureuse de lui, elle lui promet de l'aider à gagner la main de Nouredda.
Acte II : Dans les jardins du grand palais, où la cour du Khan attend l'arrivée de Nouredda, des divertissements sont offerts aux invités : un solo pour les favoris et une danse pour les esclaves circassiens. La fanfare annonce un visiteur, Djémil incognito, qui promet des cadeaux au Khan et à sa fiancée. Le visiteur demande à Nouredda de choisir n'importe quel cadeau. Elle choisit un bijou en forme de fleur. Djémil le jette par terre et, par magie, une source jaillit à cet endroit. Naïla émerge de la fontaine. Elle danse, envoûtant le Khan, qui s'agenouille et l'implore de devenir sa femme. Elle y consent, à condition qu'il rejette Nouredda. Nouredda disparaît alors que le Khan conduit Naïla à l'intérieur du palais.
Acte III : Djémil peut à présent poursuivre Nouredda, mais elle continue à le rejeter. Il fait alors appel à Naïla, mais elle lui dit que s'il obtient l'amour de Nouredda elle en mourra. Djémil accepte, et quand il part avec Nouredda, Naïla disparaît dans la terre et la source se tarit.

## Discographie
- Orchestre du Royal Opera House, dir. Richard Bonynge (1990, 2CD Decca 421 431-2)